# Гуйчи
Гуйчи́ (кит. упр. 贵池, пиньинь Guìchí, буквально: «ценный водоём») — район городского подчинения городского округа Чичжоу провинции Аньхой (КНР).

## История
Во времена империи Хань здесь существовал уезд Шичэн (石城县) округа Даньту (丹阳郡) провинции Янчжоу (扬州). В эпоху Южных и Северных династий уезд стал подчиняться округу Наньлин (南陵郡). Во времена империи Суй в 589 году уезд был расформирован, а территория перешла под прямое управление властей округа.
В 599 году в западной части округа Наньлин в тех местах, где ранее был уезд Шичэн, был создан уезд Цюпу (秋浦县), власти которого разместились в бывшем административном центре уезда Шичэн; уезд вошёл в состав области Сюаньчжоу (宣州). При империи Тан в 621 году была создана область Чичжоу (池州), и уезд вошёл в её состав. В 627 году область Чичжоу была упразднена, и уезд вернулся в состав области Сюаньчжоу, но в 765 году область Чичжоу была образована вновь. В эпоху Пяти династий и десяти царств в 926 году уезд Цюпу был переименован в Гуйчи (贵池县).
Во времена империй Мин и Цин уезд подчинялся Чичжоуской управе (池州府). После Синьхайской революции 1911 года в Китае была проведена реформа структуры административного деления, в ходе которой управы были упразднены.
После того, как во время гражданской войны эти места перешли под контроль коммунистов, в 1949 году был образован Специальный район Чичжоу (池州专区), и уезд вошёл в его состав. В 1952 году Специальный район Чичжоу был расформирован, и уезд перешёл в состав Специального района Аньцин (安庆专区). В 1965 году Специальный район Чичжоу был образован вновь, и уезд вернулся в его состав. В 1970 году Специальный район Чичжоу был переименован в Округ Чичжоу (池州地区). В 1980 году округ Чичжоу был расформирован, и уезд был передан в состав округа Аньцин.
В 1988 году постановлением Госсовета КНР округ Чичжоу был образован вновь, и уезд вернулся в его состав, будучи одновременно преобразованным в городской уезд. В 2000 году постановлением Госсовета КНР были расформированы округ Чичжоу и городской уезд Гуйчи, и образован городской округ Чичжоу; бывший городской уезд Гуйчи стал районом Гуйчи в его составе.

## Административное деление
Район делится на 11 уличных комитетов и 9 посёлков.
На территории района имеется анклав городского округа Тунлин.